# СонЦе (гурт)
Со́нЦе — український рок-гурт, створений 2006 року. Засновниками та незмінними учасниками гурту є вокалістка Наталія та гітарист Вадим. Гурт виступає у клубах, на фестивалях, також виступали на сцені Євромайдану. Окрім стилю рок в піснях СонЦя присутній фолк, джаз, блюз, хард. На їх рахунку три альбоми («ЛюбиДВА», «Говерла» та «Zакони»), демо-диск «Жди ня Єво», сингл «Стрілець», міні-альбоми «Весняний» та «ПЛАЧ».

## Історія гурту
Гурт «СонЦе» було створено восени 2006 року вокалісткою Наталією Богутою та гітаристом Вадимом Пенюком. В першому складі гурту були також перкусія та скрипка. Незабаром з гурту йдуть ударник та скрипалька, а до команди приєднуються перкусіоніст Андрій Щудло та кларнетист Микола Шостов. Дебютний концерт гурту відбувся навесні 2007 року в Києві. З різних причин гурт впродовж двох років не займався активною діяльністю, доки на початку червня 2009 р. не взяв участь у фестивалі «ВертиФест-2009», отримавши звання лауреатів конкурсу.
Влітку 2009 р. гурт працював у студії над створенням першої платівки, робота над якою завершилася на початку вересня. Потім музики грали на концертах. А вже влітку 2010-го гурт розпочав роботу над синглом «Стрілець». У липні 2010 року гурт взяв участь у фестивалі «Підкамінь-2010», у серпні відіграв на фестивалі «Меджибіж-2010». Сингл було презентовано восени 2010 року. На той час у складі гурту були бас-гітарист Олександр Годован, ударник Євген Казначеєв та альтист Едуард Данилов.
На початку 2011 року гурт розпочав роботу над диском «ЛюбиДВА», яку було завершено влітку 2011 року. Того ж року гурт виступив на фестивалі «Рурисько-2011» та «Шлях Вовка-2011». Презентація нового альбому відбулася в листопаді у клубі «Портер» (Київ). Наприкінці 2011 року гурт змінює склад — до команди приєднуються флейтист Сергій Робулець та ударник Андрій Рогозинський. Взимку 2012 року гурт відіграв два сольних концерти — у рок-клубі «Прайм» та арт-ресторані «Шляпа». Навесні 2012 року йшла робота в студії над міні-диском, який з'явився у червні 2012 року і отримав назву «Весняний». На той час до гурту прийшов ударник Станіслав Синько, перший концерт з яким відбувся в червні — на фестивалі «Трипільське коло». Восени 2012 року до гурту приєднався басист Сергій Масло. В такому складі гурт відіграв чотири осінніх концерти.
У грудні 2012 року гурт «СонЦе» розпочав роботу над новим диском і у 2013 була випущена повноформатна платівка «Говерла» (13 композицій), презентація якої відбулася в листопаді 2013 у рок-клубі «Бочка на Подолі». Взимку 2013-2014 років гурт створив диск «ПЛАЧ» — чотири пісні на вірші Тараса Шевченка та пісня «На кордоні зла» (кавер-версія пісні польського гурту СОМА). Учасники гурту розповідали, що платівка з'явилася під враженням від Революції Гідності. Наразі концертна програма гурту складається з понад 25 композицій. Восени 2014 року гурт записав пісню «Хто я?» на студії «Комора» (Київ). За словами учасників гурту, в 2015 році буде випущена нова платівка, до якої увійдуть понад 10 пісень.

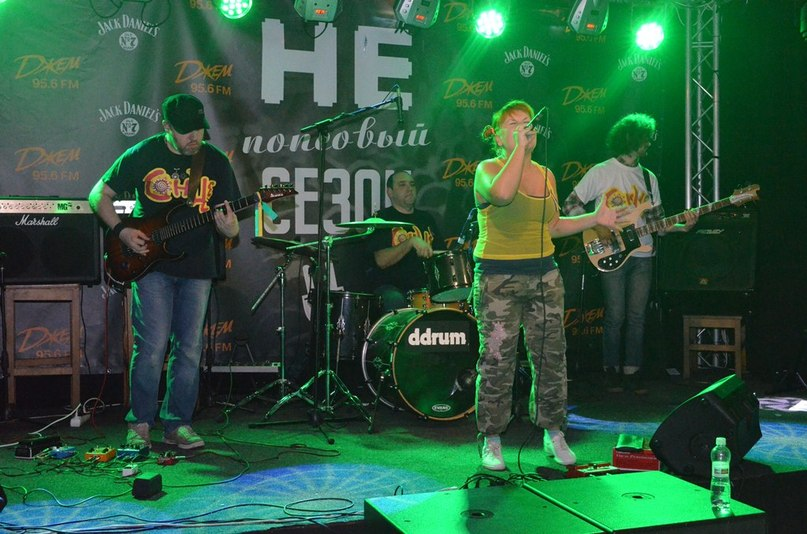
СонцеFest 2014

## Склад гурту на 2014 р.
- Наталія Богута — вокал, автор пісень
- Вадим Пенюк — гітари, співавтор музики
- Влад Бутенко або Олександр Годован — бас
- Богдан Керичок або Євген Казначеєв — барабани

## Дискографія
- 2009 — Демо-альбом «Жди ня Єво»
- 2010 — Сингл «Стрілець»
- 2011 — Альбом «ЛюбиДВА»
- 2012 — Міні-альбом «Весняний»
- 2013 — Альбом «Говерла»
- 2014 — Міні-альбом «ПЛАЧ»
- 2016 — Альбом «Zакони»